# Cantonul Blois-3
Cantonul Blois-3 este un canton din arondismentul Blois, departamentul Loir-et-Cher, regiunea Centru, Franța.